# Cho Eon-rae
Cho Eon-rae (* 1. Oktober 1986 in Incheon) ist ein südkoreanischer Tischtennisspieler.

## Werdegang
Die ersten internationalen Auftritte hatte Cho bei den Jugend-Weltmeisterschaften 2003 und 2004, bei denen er unter anderem zweimal Silber im Einzel gewinnen konnte. 2005 kam er bei den Chile und China Open im Doppel ins Halbfinale, im Oktober erreichte er erstmals einen Platz in den Top 100 der Weltrangliste. Im Jahr darauf gewann er mit den Brazilian Open sein erstes Pro-Tour-Turnier. 2007 konnte er erstmals an der Weltmeisterschaft teilnehmen, außerdem spielte er im Doppel mit Lee Jung-woo erfolgreich auf der Pro Tour, sodass sie sich für die Grand Finals qualifizieren konnten, wo sie in der ersten Runde gegen Hao Shuai/Ma Long ausschieden.
Nachdem er im April 2007 mit Platz 54 in der Weltrangliste eine vorläufige Bestmarke erreicht hatte, fiel Cho danach allmählich wieder zurück und stand im März 2009 nur noch auf Platz 100. Nachdem er einige Zeit keine Turniere gespielt hatte, wurde er 2009 vorübergehend nicht mehr in der Weltrangliste geführt, bevor er seine Aktivität wieder steigerte. Bei der Weltmeisterschaft 2010 war er Teil des südkoreanischen Teams, das Bronze gewann, und bei der Individual-WM 2011 kam er unter die letzten 32. Nachdem er bei den Korea Open ins Halbfinale gekommen war, das er mit 2:4 gegen Dimitrij Ovtcharov verlor, erreichte er im August 2011 mit Weltranglistenplatz 39 eine neue Bestmarke.
Bei der Weltmeisterschaft 2013 kam er wieder unter die letzten 32. 2014 kam er bei den Qatar Open ins Halbfinale und rückte in der Weltrangliste auf Platz 19 und damit auf eine neue persönliche Bestmarke vor. Mit der Mannschaft schied er bei der WM 2014 im Viertelfinale aus, sowohl im Einzel als auch im Doppel qualifizierte er sich Ende des Jahres für die Grand Finals. Im Einzel schied er in der ersten Runde gegen Kōki Niwa aus, im Doppel mit Seo Hyun-deok gewann er die Goldmedaille. 2015 folgten weitere Erfolge im Doppel mit Kim Dong-hyun, bei den Grand Finals schieden die beiden aber in der ersten Runde aus.
2016 wurde Cho wegen Inaktivität wieder vorläufig nicht in der Weltrangliste geführt, im Juli fiel er aus den Top 100 heraus, und 2017 spielte er kein einziges internationales Turnier. 2018 kehrte er auf die World Tour zurück, stand Ende des Jahres aber erst auf Weltranglistenplatz 307.

## Spielstil
Cho ist Angreifer und bekannt für seine herausragenden Vorhand-Topspins, die er sowohl tischnah als auch tischfern einsetzt. Er gehört zu den Spielern mit den variabelsten Aufschlägen und Rückschlägen.

## Turnierergebnisse
| Verband | Veranstaltung            | Jahr | Ort               | Land | Einzel        | Doppel        | Mixed         | Team          |
| ------- | ------------------------ | ---- | ----------------- | ---- | ------------- | ------------- | ------------- | ------------- |
| KOR     | Asienmeisterschaft       | 2013 | Busan             | KOR  | letzte 16     |               |               |               |
| KOR     | Weltmeisterschaft        | 2014 | Tokio             | JPN  |               |               |               | Viertelfinale |
| KOR     | Weltmeisterschaft        | 2013 | Paris             | FRA  | letzte 32     | letzte 64     | Viertelfinale |               |
| KOR     | Weltmeisterschaft        | 2011 | Rotterdam         | NED  | letzte 32     |               |               |               |
| KOR     | Weltmeisterschaft        | 2010 | Moskau            | RUS  |               |               |               | 3             |
| KOR     | Weltmeisterschaft        | 2007 | Zagreb            | CRO  | letzte 128    |               | letzte 16     |               |
| KOR     | Jugend-Weltmeisterschaft | 2004 | Kobe              | JPN  | Silber        | Halbfinale    |               | 2             |
| KOR     | Jugend-Weltmeisterschaft | 2003 | Santiago de Chile | CHI  | Silber        | Viertelfinale |               | 3             |
| KOR     | Challenge Series         | 2018 | Guadalajara       | ESP  | Qual.         | Silber        |               |               |
| KOR     | World Tour               | 2016 | Minsk             | BLR  | Halbfinale    | letzte 16     |               |               |
| KOR     | World Tour               | 2016 | Olmütz            | CZE  | letzte 64     | Gold          |               |               |
| KOR     | World Tour               | 2015 | De Haan           | BEL  | letzte 32     | Halbfinale    |               |               |
| KOR     | World Tour               | 2015 | Panagjurischte    | BUL  | Viertelfinale | Gold          |               |               |
| KOR     | World Tour               | 2015 | Zagreb            | CRO  | letzte 16     | Silber        |               |               |
| KOR     | World Tour               | 2014 | Doha              | QAT  | Halbfinale    | Gold          |               |               |
| KOR     | Pro Tour                 | 2011 | Incheon           | KOR  | Halbfinale    | letzte 16     |               |               |
| KOR     | Pro Tour                 | 2009 | Seoul             | KOR  | letzte 16     | Silber        |               |               |
| KOR     | Pro Tour                 | 2007 | Seongnam          | KOR  | letzte 32     | Halbfinale    |               |               |
| KOR     | Pro Tour                 | 2007 | Belo Horizonte    | BRA  | letzte 32     | Gold          |               |               |
| KOR     | Pro Tour                 | 2007 | Salwa Cup         | KUW  | letzte 64     | Halbfinale    |               |               |
| KOR     | Pro Tour                 | 2007 | Doha              | QAT  | letzte 64     | Gold          |               |               |
| KOR     | Pro Tour                 | 2007 | Zagreb            | CRO  | letzte 32     | Silber        |               |               |
| KOR     | Pro Tour                 | 2006 | São Paulo         | BRA  | Gold          | letzte 16     |               |               |
| KOR     | Pro Tour                 | 2005 | Harbin            | CHN  | letzte 32     | Halbfinale    |               |               |
| KOR     | Pro Tour                 | 2005 | Santiago de Chile | CHI  | letzte 32     | Halbfinale    |               |               |
| KOR     | World Tour Grand Finals  | 2015 | Lissabon          | POR  |               | Viertelfinale |               |               |
| KOR     | World Tour Grand Finals  | 2014 | Bangkok           | THA  | letzte 16     | Gold          |               |               |
| KOR     | Pro Tour Grand Finals    | 2007 | Peking            | CHN  |               | Viertelfinale |               |               |